# Championnat de France masculin de hockey sur gazon 2014-2015
Vous lisez un « bon article » labellisé en 2015.
Navigation
2013-2014 2015-2016
Le championnat de France de hockey sur gazon 2014-2015 est la 108e édition de ce championnat « Élite » qui constitue le plus haut échelon de compétition masculine de hockey sur gazon en France.
La saison se déroule en deux temps. À l'automne 2014, les dix équipes du championnat sont réparties en deux poules. Les trois premières de chaque poule participent au Top 6. Les quatre autres équipes participent à la deuxième phase avec quatre clubs de Nationale 1 (deuxième division). Les quatre premières équipes du Top 6 jouent les play-offs qui déterminent le vainqueur du championnat.
Le Racing club de France remporte le titre face au Saint-Germain-en-Laye Hockey Club. Il s'agit du vingtième titre du Racing et du premier depuis 1996.

## Déroulement de la saison
Le championnat Élite Hommes (Top 10) est composé de dix équipes réparties en deux poules de cinq qui se rencontrent en matchs aller et retour sur dix journées. Les trois premières de chaque poule forment le Top 6 et les quatre autres équipes forment avec les deux premières de chaque poule de la première phase de la Nationale 1 la 2e phase Élite. Les quatre premières du Top 6 s'affrontent en demi-finales (les deux matchs chez le mieux classée). Les deux vainqueurs sont alors qualifiées pour la finale qui se déroule sur un seul match.

## Clubs engagés pour la saison 2014-2015
Les six équipes ayant participé au Top 6 lors de la saison précédente et les quatre équipes ayant terminé aux quatre premières places de la deuxième phase participent à la compétition. Le champion en titre est le Saint-Germain-en-Laye Hockey Club qui a remporté le dernier championnat 4 à 1 face au Racing club de France lors de la finale à Lambersart.
| \| Lille HC FC Lyon hockey Paris Jean-Bouin Racing Club de France CA Montrouge HC Valenciennes Wattignies HC Le Touquet ACH Stade français Saint-Germain-en-Laye \| Localisation des clubs engagés dans le championnat. |
| Lille HC FC Lyon hockey Paris Jean-Bouin Racing Club de France CA Montrouge HC Valenciennes Wattignies HC Le Touquet ACH Stade français Saint-Germain-en-Laye                                                           |

| Club                              | Nombre de titres | Classement saison 2013-2014 | Entraîneur          | Stade                              |
| --------------------------------- | ---------------- | --------------------------- | ------------------- | ---------------------------------- |
| Hockey Club Valenciennes          | 0                | 2e (2e phase)               | Camille Vanhecke    | Complexe Vauban                    |
| Wattignies HC                     | 0                | 3e (2e phase)               | Stéphane Drieux     | CREPS de Wattignies                |
| Cercle athlétique de Montrouge    | 5                | 5e (Top 6)                  | Philippe Gourdin    | Stade Paul Montay                  |
| FC Lyon hockey                    | 11               | 4e (Top 6)                  | Sébastien Jean-Jean | Stade Henri-Cochet                 |
| Stade français                    | 24               | 4e (2e phase)               | Fabien Tornabene    | Haras Lupin                        |
| Le Touquet AC hockey              | 0                | 1er (2e phase)              | Henri Cavenaille    | Centre Ferdi Petit                 |
| Lille Métropole Hockey Club       | 15               | 3e (Top 6)                  | Pol Gantois         | Stade de la rue Henri Delescaux    |
| Paris Jean-Bouin                  | 0                | 6e (Top 6)                  | Bertrand Rebours    | Pelouses de l'hippodrome d'Auteuil |
| Racing club de France             | 19               | 2e (Top 6)                  | Gael Foulard        | Golf de la Boulie                  |
| Saint-Germain-en-Laye Hockey Club | 6                | 1er (Top 6)                 | Pascal Poulenc      | Stade Georges-Lefèvre              |

## Pré-saison

### Transferts

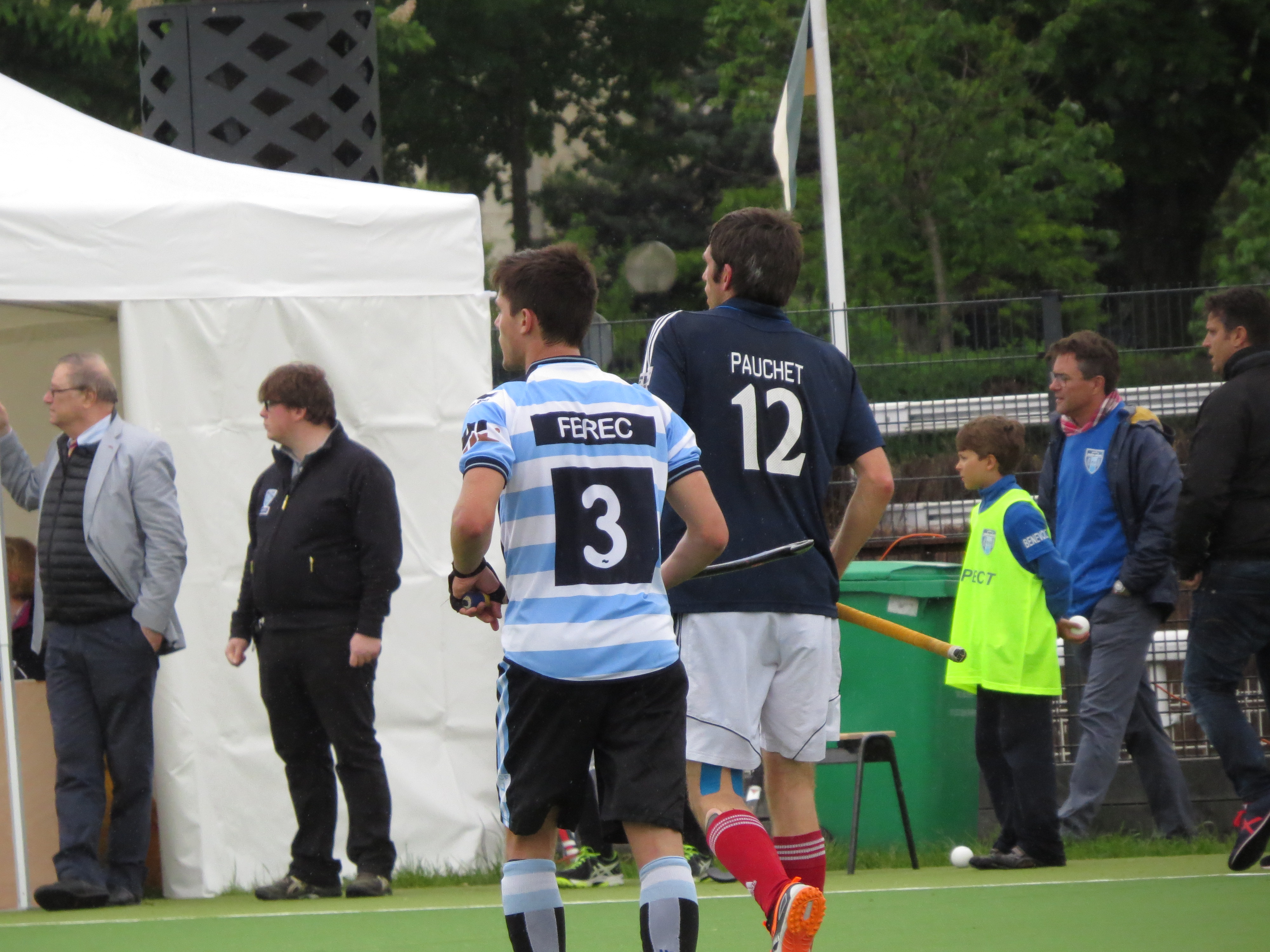
Antoine Férec de dos.

Frédéric Soyez, l'entraîneur du Lille Métropole Hockey Club depuis 2010 et sélectionneur de l'équipe de France depuis 2011, quitte son poste d'entraîneur du Lille MHC en juin 2014 puis de sélectionneur de l'équipe de France en juillet. Il est remplacé par Pol Gantois, l'ancien entraîneur de Namur, à la tête de l'équipe lilloise,. De nombreux internationaux français, comme Hugo Genestet, Matthias Dierckens ou encore Valentin Migneau, qui évoluaient dans le championnat de France rejoignent le championnat de Belgique,. Le Racing club de France recrute quatre joueurs : James Kirkpatrick, international canadien, et trois joueurs de l'équipe de France des moins de 21 ans (Antoine Férec et Christophe Peters-Deutz qui viennent du Cercle athlétique de Montrouge et David Bernstein qui vient du Touquet AC hockey). Le FC Lyon HC HC perd quatre titulaires de la saison passée. Saint-Germain-en-Laye Hockey Club voit plusieurs de ses joueurs quitter le club : Hugo Genestet, Tom Genestet et Guillaume Deront sont partis au KHC Leuven, Charles Verrier, Romain Duclos et Clément Coty ont pris leur retraite et Guillaume Audoye part au FC Lyon hockey pour des raisons professionnelles. Deux joueurs arrivent : Joris Harou qui vient du Cercle athlétique de Montrouge et Guillem Roig en provenance de l'Atlètic Terrassa. Trois joueurs internationaux rejoignent le Touquet AC hockey.

### Objectifs
Le Saint-Germain-en-Laye Hockey Club et le Racing club de France visent le titre,.
Malgré le départ de nombreux joueurs, le Lille Métropole Hockey Club vise le Top 4,. Le FC Lyon hockey vise également les demi-finales.
Le Stade français, Wattignies HC et Le Touquet AC hockey visent le Top 6,. Le Hockey Club Valenciennes qui est promu vise le maintien.

## Top 10

### Résumés des rencontres par journée

#### 1rejournée(phase aller)
Le Saint-Germain-en-Laye Hockey Club s'impose 5 - 1 lors de cette journée face au FC Lyon Henri Cochet hockey club. À la suite d'un petit corner, le SGHC score par William Jeammot. Jean-Baptiste Pauchet et son frère, Thomas, marque deux buts ce qui fait 3 - 0 à la mi-temps. Alban Semenol réduit la marque et Jean-Baptiste Pauchet inscrit deux autres buts ce qui donne 5 - 1. Christophe Peters-Deutz marque le seul but du match entre Lille Métropole Hockey Club et Racing club de France sur petit corner,.

#### 2ejournée(phase aller)
Le Saint-Germain-en-Laye Hockey Club fait match 2 - 2 lors de cette journée face au Cercle athlétique de Montrouge. Les quatre buts ont été inscrits en deuxième mi-temps. Matthieu Durchon ouvre le score pour le CA Montrouge puis Jean-Baptiste Pauchet inscrit un doublé ce qui porte à son total à cinq buts en deux matchs. Le CAM égalise en fin de match. Le Racing club de France qui menait 3 - 0 après 10 minutes, est rejoint par le Paris Jean-Bouin.

#### 3ejournée(phase aller)
Le Lille Métropole Hockey Club s'impose à domicile 5 - 0 face au Paris Jean-Bouin avec des buts d'Étienne Tyvenez, d'Arnaud Becuwe et de François Xavier Laffineur. Le Saint-Germain-en-Laye Hockey Club s'impose 3-0 face à Valenciennes. Saint-Germain-en-Laye Hockey Club marque sur petit corner par William Jeammot puis par Jean-Baptiste Pauchet et Joris Harou.

#### 4ejournée(phase aller)
Le Touquet AC hockey s'impose à domicile 3 - 2 face au Lille Métropole Hockey Club. Le Racing club de France s'impose 4-0 chez le Stade français grâce à des buts de Nicolas Martin-Brisac (2), Jean-Laurent Kieffer et de James Kirkpatrick.

#### 5ejournée(phase aller)
Le Racing club de France s'incline 3-2 chez le Lille Métropole Hockey Club. Les buts sont inscrits par Igor Lockwood, Maxence Lecointe qui marque deux petits corners pour Lille. Le Racing marque sur deux petits corners par Jean David Koch,. Wattignies HC s'impose 3-1 à FC Lyon Henri Cochet hockey club. Les Lyonnais ont ouvert la marque au quart d'heure de jeu. Wattignies HC a égalisé cinq minutes avant la mi-temps sur Penalty corner (en). Lyon domine mais Wattignie marque en contre puis un dernier but en fin de match. Le Cercle athlétique de Montrouge s'impose 5-0 face au Hockey Club Valenciennes. Le Cercle athlétique de Montrouge a inscrit ses cinq buts en seconde mi-temps.

#### 6ejournée(phase retour)
Le Cercle athlétique de Montrouge, vainqueur à Wattignies, est le seul club invaincu après cinq matches,. Saint-Germain-en-Laye Hockey Club s'impose 2-1à Lyon grâce à un doublé de Jean-Baptiste Pauchet. À la suite de cette défaite, Lyon voit le Top 6 s'éloigner. Lille Métropole Hockey Club fait match nul 2-2 face au Stade français. Le Lille Métropole Hockey Club qui était favori était mené 2-0 après un quart d'heure de jeu. Lille a réussi à revenir au score en fin de match. Paris Jean-Bouin a obtenu le match 3-3 après avoir été mené 3-0 par Le Touquet AC hockey.

#### 7ejournée(phase retour)
Le Cercle athlétique de Montrouge subit sa première défaite de la saison face au Saint-Germain-en-Laye Hockey Club qui s'impose grâce à des buts de Jean-Baptiste Pauchet, de Guillem Roig, de Guillaume Samson et de Frédéric Verrier,. Le Hockey Club Valenciennes marque son premier point grâce à son match nul face à Wattignies.

#### 8ejournée(phase retour)
Le Saint-Germain-en-Laye Hockey Club s'impose 8-4 face à Valenciennes et se qualifie pour le Top 6 avec 5 victoires en 7 matchs. Jean-Baptiste Pauchet marque quatre buts dans ce match ce qui porte son total à 14,. Le Racing club de France s'impose 2-1 face au Le Touquet AC hockey grâce à deux petits corners après avoir été mené 1-0.

#### 9ejournée(phase retour)
Le Saint-Germain-en-Laye Hockey Club s'impose 3-0 face au Wattignies HC grâce à des buts de Kevin Mercurio, de Joris Harou et de Jean-Baptiste Pauchet. Le Saint-Germain-en-Laye Hockey Club termine premier de son groupe avec 19 points, 28 buts marqués et 10 encaissés.

#### 10ejournée(phase retour)
Le Touquet AC hockey s'impose 2-0 face au Paris Jean-Bouin grâce à des buts d'Olivier Cohen et d'Aristide Coisne. Grâce à cette victoire, le Touquet AC hockey se qualifie pour le Top 6. Le Hockey Club Valenciennes remporte sa première victoire de la saison en s'imposant 3-2 à domicile face au Cercle athlétique de Montrouge. Dans les autres matchs, Wattignies HC s'impose 3-1 face au FC Lyon Henri Cochet hockey club et le Lille Métropole Hockey Club gagne 5-2 chez le Stade français.

### Tableau synthétique des résultats

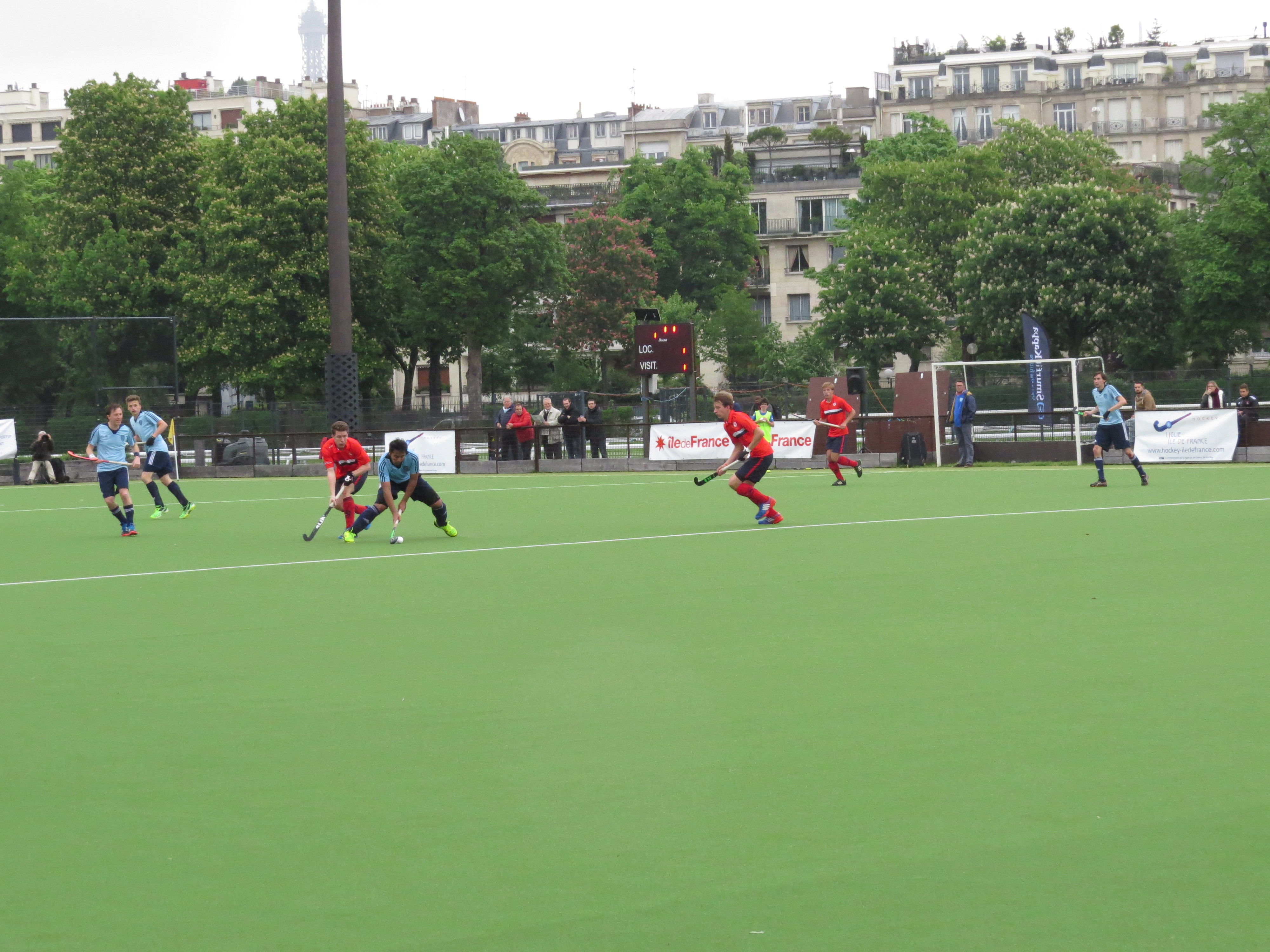
Le Paris Jean-Bouin face au FC Lyon.

| Résultats (▼dom., ►ext.)                                   | SGHC | VAL | LYON | CAM | WAT |
| Saint-Germain-en-Laye                                      |      | 3-0 | 5-1  | 4-0 | 3-0 |
| Hockey Club Valenciennes                                   | 4-8  |     | 3-5  | 3-2 | 1-1 |
| FC Lyon hockey                                             | 1-2  | 1-1 |      | 1-2 | 1-3 |
| Montrouge                                                  | 2-2  | 5-0 | 3-2  |     | 2-2 |
| Wattignies HC                                              | 2-1  | 3-2 | 3-1  | 0-2 |     |
| - Victoire à domicile - Match nul - Victoire à l'extérieur |      |     |      |     |     |

| Résultats (▼dom., ►ext.)                                   | SF  | LMHC | TOU | PJB | RCF |
| Stade français                                             |     | 2-5  | 2-2 | 1-1 | 0-4 |
| Lille                                                      | 2-2 |      | 1-4 | 5-0 | 3-2 |
| Le Touquet AC hockey                                       | 2-2 | 3-2  |     | 2-0 | 1-2 |
| Paris Jean-Bouin                                           | 3-2 | 1-4  | 3-3 |     | 3-3 |
| Racing club de France                                      | 6-2 | 1-0  | 5-0 | 1-1 |     |
| - Victoire à domicile - Match nul - Victoire à l'extérieur |     |      |     |     |     |

### Classements
| Rang | Équipe                              | Pts | J | G | N | P | Bp | Bc | Diff |
| ---- | ----------------------------------- | --- | - | - | - | - | -- | -- | ---- |
| 1    | Saint-Germain-en-Laye Hockey Club T | 19  | 8 | 6 | 1 | 1 | 28 | 10 | +18  |
| 2    | Cercle athlétique de Montrouge      | 14  | 8 | 4 | 2 | 2 | 18 | 14 | +4   |
| 3    | Wattignies HC P                     | 14  | 8 | 4 | 2 | 2 | 14 | 13 | +1   |
| 4    | Hockey Club Valenciennes P          | 5   | 8 | 1 | 2 | 5 | 14 | 28 | -14  |
| 5    | FC Lyon Henri Cochet hockey club    | 4   | 8 | 1 | 1 | 6 | 13 | 22 | -9   |

| Rang | Équipe                | Pts | J | G | N | P | Bp | Bc | Diff |
| ---- | --------------------- | --- | - | - | - | - | -- | -- | ---- |
| 1    | Racing club de France | 17  | 8 | 5 | 2 | 1 | 27 | 10 | +17  |
| 2    | Lille                 | 13  | 8 | 4 | 1 | 3 | 22 | 15 | +7   |
| 3    | Le Touquet AC hockey  | 12  | 8 | 3 | 3 | 2 | 17 | 20 | -3   |
| 4    | Paris Jean-Bouin      | 7   | 8 | 1 | 4 | 3 | 12 | 21 | -9   |
| 5    | Stade français P      | 4   | 8 | 0 | 4 | 4 | 13 | 25 | -12  |

| Rang | Équipe                              | Pts | J | G | N | P | Bp | Bc | Diff |
| ---- | ----------------------------------- | --- | - | - | - | - | -- | -- | ---- |
| 1    | Saint-Germain-en-Laye Hockey Club T | 19  | 8 | 6 | 1 | 1 | 28 | 10 | +18  |
| 2    | Cercle athlétique de Montrouge      | 14  | 8 | 4 | 2 | 2 | 18 | 14 | +4   |
| 3    | Wattignies HC P                     | 14  | 8 | 4 | 2 | 2 | 14 | 13 | +1   |
| 4    | Hockey Club Valenciennes P          | 5   | 8 | 1 | 2 | 5 | 14 | 28 | -14  |
| 5    | FC Lyon Henri Cochet hockey club    | 4   | 8 | 1 | 1 | 6 | 13 | 22 | -9   |

| Rang | Équipe                | Pts | J | G | N | P | Bp | Bc | Diff |
| ---- | --------------------- | --- | - | - | - | - | -- | -- | ---- |
| 1    | Racing club de France | 17  | 8 | 5 | 2 | 1 | 27 | 10 | +17  |
| 2    | Lille                 | 13  | 8 | 4 | 1 | 3 | 22 | 15 | +7   |
| 3    | Le Touquet AC hockey  | 12  | 8 | 3 | 3 | 2 | 17 | 20 | -3   |
| 4    | Paris Jean-Bouin      | 7   | 8 | 1 | 4 | 3 | 12 | 21 | -9   |
| 5    | Stade français P      | 4   | 8 | 0 | 4 | 4 | 13 | 25 | -12  |

### Classement des buteurs
| Classement | Nom                   | Club                  | Nombre de buts |
| ---------- | --------------------- | --------------------- | -------------- |
| 1          | Jean-Baptiste Pauchet | Saint-Germain-en-Laye | 15             |
| 2          | Fabien Magner         | Paris Jean-Bouin      | 6              |
| 3          | Olivier Sanchez       | Racing club de France | 6              |
| 4          | Henry Cavenaile       | Le Touquet AC hockey  | 5              |
| 5          | Étienne Tynevez       | Lille                 | 5              |
| 6          | Mathieu Durchon       | Montrouge             | 5              |
| 7          | Jean-Laurent Kieffer  | Racing club de France | 5              |
| 8          | Igor Lockwood         | Lille                 | 4              |
| 9          | Théo Gavois           | Montrouge             | 4              |
| 10         | Joris Harou           | Saint-Germain-en-Laye | 4              |

## Top 6

### Résumés des rencontres par journée

#### 1rejournée(phase aller)
Le Racing club de France s'impose 4-1 à Wattignies HC grâce à des buts de Jean-Laurent Kieffer, James Kirpatrick, Jules Francotte et de Célestin Duchesne. Le Racing n'a converti aucun de ses huit Penalty corner (en) de la rencontre. Le Saint-Germain-en-Laye Hockey Club s'impose 2-0 face au Le Touquet AC hockey.

#### 2ejournée(phase aller)
Le Saint-Germain-en-Laye Hockey Club et le Wattignies HC font match nul 1-1. Oliver Rockall a marqué pour Saint Germain et Romain Branquart a égalisé pour Wattignies juste avant la mi-temps sur un Penalty corner (en),. Le Racing club de France s'impose 7-1 face au Cercle athlétique de Montrouge grâce à un triplé d'Olivier Sanchez et des buts de Célestin Duchesne, d'Antoine Férec, de Jean David Koch et de Nicolas Martin-Brisac. Le but de Montrouge est inscrit par John Smythe. Lille Métropole Hockey Club s'impose 2-1 face au Le Touquet AC hockey.

#### 3ejournée(phase aller)
Le Saint-Germain-en-Laye Hockey Club s'impose 3-1 face au Cercle athlétique de Montrouge. Jean-Baptiste Pauchet a marqué trois buts dont un Penalty stroke (en) et un Penalty corner (en) pour Saint Germain et Montrouge a marqué juste avant la mi-temps sur un Penalty corner inscrit par John Smythe,. Le Touquet AC hockey et Wattignies HC font match nul 1-1.
Lille Métropole Hockey Club et le Racing club de France font match nul 1-1 grâce à des buts d'Étienne Tynevez pour Lille et de Jean David Koch pour le Racing. Lille, le Racing et le Saint Germain Hockey Club sont à égalité en tête du championnat.

#### 4ejournée(phase aller)
Le Saint-Germain-en-Laye Hockey Club remporte son match face au Lille Métropole Hockey Club 2-1 grâce à un but de Guillaume Samson dans les dernières secondes ce qui permet au club de prendre seul la tête du championnat avant la trêve hivernale. Le Racing club de France perd face au Touquet et à le Cercle athlétique de Montrouge l'emporte face à Wattignies.

#### 5ejournée(phase aller)
Le Racing club de France bat 3-1 le Saint-Germain-en-Laye Hockey Club dans le duel au sommet de la journée. Les buts du Racing ont été inscrits par Célestin Duchesne, Olivier Sanchez et Jean-David Koch. Lille Métropole Hockey Club et Cercle athlétique de Montrouge s'impose à domicile. Ce dernier club s'impose 2-1 face au Le Touquet AC hockey. En 1re mi-temps, Olivier Cohen a marqué sur une passe de Simon Choteau pour le Touquet. Montrouge a marqué deux buts en seconde mi-temps et s'est imposé dans un match équilibré.Cette victoire permet au Racing de prendre la tête du Top 6 à la différence de but devant Saint Germain et Lille.

#### 6ejournée(phase retour)
Les trois clubs en tête du championnat, le Saint-Germain-en-Laye Hockey Club, le Racing club de France et le Lille Métropole Hockey Club se sont imposés. Saint-Germain-en-Laye Hockey Club gagne 4-3 face au Le Touquet AC hockey grâce à un doublé de Jean-Baptiste Pauchet et des buts de Grégoire Samson et Baptiste Rogeau. Le Racing club de France gagne 8-3 face à Wattignies HC grâce à des doublés de Christophe Peter Deutz et Simon Martin-Brisac et des buts de Jean-Laurent Kieffer, Olivier, Sanchez, Jean-David Koch et Henri Pignerol. Lille Métropole Hockey Club s'impose face au Cercle athlétique de Montrouge grâce à un doublé de Nachito Quilez et un but d'Étienne Tynevez. Lille qui est dans une phase de reconstruction parvient à suivre le rythme des deux favoris.

#### 7ejournée(phase retour)
Les trois premiers du Top 6 se sont imposés et le Racing conserve la tête à la différence de buts. Le Racing club de France s'impose 9-1 chez le Cercle athlétique de Montrouge. Les buts du Racing ont été inscrits par Olivier Sanchez (doublé), Jean-David Koch (doublé), Simon Martin-Brisac, Célestin Duchesne, Patrick Hablawetz, Maxime Cheron et Jules Francotte. Lille Métropole Hockey Club s'impose 5-1 au Le Touquet AC hockey. Les Touquettois étaient privés de Paul Davrinche, Henri Cavenaille et Clément Thirriet pour ce match. Lille a marqué deux Penalty corner (en) par Nacho Quilez après un quart d'heure de jeu. Olivier Cohen a réduit le score pour le Touquet avant que François Xavier Laffineur et Théophile Ponthieu ne marque avant la mi-temps. En seconde mi-temps, Théophile Ponthieu marque un second but sur une action collective.

#### 8ejournée(phase retour)
Le Racing club de France s'impose 2-1 face au Lille Métropole Hockey Club. Les buteurs du Racing sont Simon Martin-Brisac et Christophe Peters-Deutz. Le Lille Métropole Hockey Club a manqué un Penalty stroke (en) en fin de match.

#### 9ejournée(phase retour)
Le Racing club de France s'impose 4-1 à domicile face au Le Touquet AC hockey. Les buts du Racing ont été inscrits par Simon Martin-Brisac (doublé), Jean-Laurent Kieffer et Christophe Peters-Deutz. Le Lille Métropole Hockey Club et le Saint-Germain-en-Laye Hockey Club font match nul 1-1. Blaise Rogeau a inscrit un but après 5 minutes pour le Saint-Germain-en-Laye Hockey Club. Ignacio Quilez a égalisé à la trentième minutes.

#### 10ejournée(phase retour)
Le Saint-Germain-en-Laye Hockey Club et le Racing club de France font match 1-1. Le Racing avait ouvert le score par Jean David Koch sur Penalty corner (en) en début de seconde mi-temps. Saint Germain égalise en fin de match sur un Penalty stroke (en). Lille Métropole Hockey Club s'impose 5-0 à Wattignies HC. Lille a dominé tout le match et profité des nombreuses absences de Wattignies. Le Touquet AC hockey s'impose et se qualifie pour les demi-finales.

### Tableau synthétique des résultats
| Résultats (▼dom., ►ext.)                                   | SGHC | RCF | LMHC | CAM | WAT | TOU |
| Saint-Germain-en-Laye                                      |      | 1-1 | 2-1  | 1-0 | 1-1 | 4-3 |
| Racing                                                     | 3-1  |     | 2-1  | 7-1 | 8-1 | 4-1 |
| Lille                                                      | 1-1  | 1-1 |      | 3-2 | 1-0 | 2-1 |
| Montrouge                                                  | 1-3  | 1-9 | 0-2  |     | 3-0 | 2-1 |
| Wattignies HC                                              | 0-5  | 1-4 | 0-5  | 1-3 |     | 1-1 |
| Le Touquet AC hockey                                       | 0-2  | 2-1 | 1-5  | 3-2 | 4-0 |     |
| - Victoire à domicile - Match nul - Victoire à l'extérieur |      |     |      |     |     |     |

### Classement
| Rang | Équipe                         | Pts | J  | G | N | P | Bp | Bc | Diff |
| ---- | ------------------------------ | --- | -- | - | - | - | -- | -- | ---- |
| 1    | Racing club de France          | 23  | 10 | 7 | 2 | 1 | 40 | 13 | +27  |
| 2    | Saint-Germain-en-Laye T        | 21  | 10 | 6 | 3 | 1 | 21 | 11 | +10  |
| 3    | Lille Métropole Hockey Club    | 20  | 10 | 6 | 2 | 2 | 22 | 10 | +12  |
| 4    | Le Touquet AC hockey           | 10  | 10 | 3 | 1 | 6 | 17 | 23 | -6   |
| 5    | Cercle athlétique de Montrouge | 9   | 10 | 3 | 0 | 7 | 15 | 30 | -15  |
| 6    | Wattignies HC P                | 2   | 10 | 0 | 2 | 8 | 7  | 35 | -28  |

| Légende : Qualifications | Légende : Qualifications            |
| ------------------------ | ----------------------------------- |
|                          | Qualification pour les demi-finales |
|                          | (T) : Tenant du titre (P) : Promu   |

| Rang | Équipe                         | Pts | J  | G | N | P | Bp | Bc | Diff |
| ---- | ------------------------------ | --- | -- | - | - | - | -- | -- | ---- |
| 1    | Racing club de France          | 23  | 10 | 7 | 2 | 1 | 40 | 13 | +27  |
| 2    | Saint-Germain-en-Laye T        | 21  | 10 | 6 | 3 | 1 | 21 | 11 | +10  |
| 3    | Lille Métropole Hockey Club    | 20  | 10 | 6 | 2 | 2 | 22 | 10 | +12  |
| 4    | Le Touquet AC hockey           | 10  | 10 | 3 | 1 | 6 | 17 | 23 | -6   |
| 5    | Cercle athlétique de Montrouge | 9   | 10 | 3 | 0 | 7 | 15 | 30 | -15  |
| 6    | Wattignies HC P                | 2   | 10 | 0 | 2 | 8 | 7  | 35 | -28  |

| Légende : Qualifications | Légende : Qualifications            |
| ------------------------ | ----------------------------------- |
|                          | Qualification pour les demi-finales |
|                          | (T) : Tenant du titre (P) : Promu   |

### Tableau final

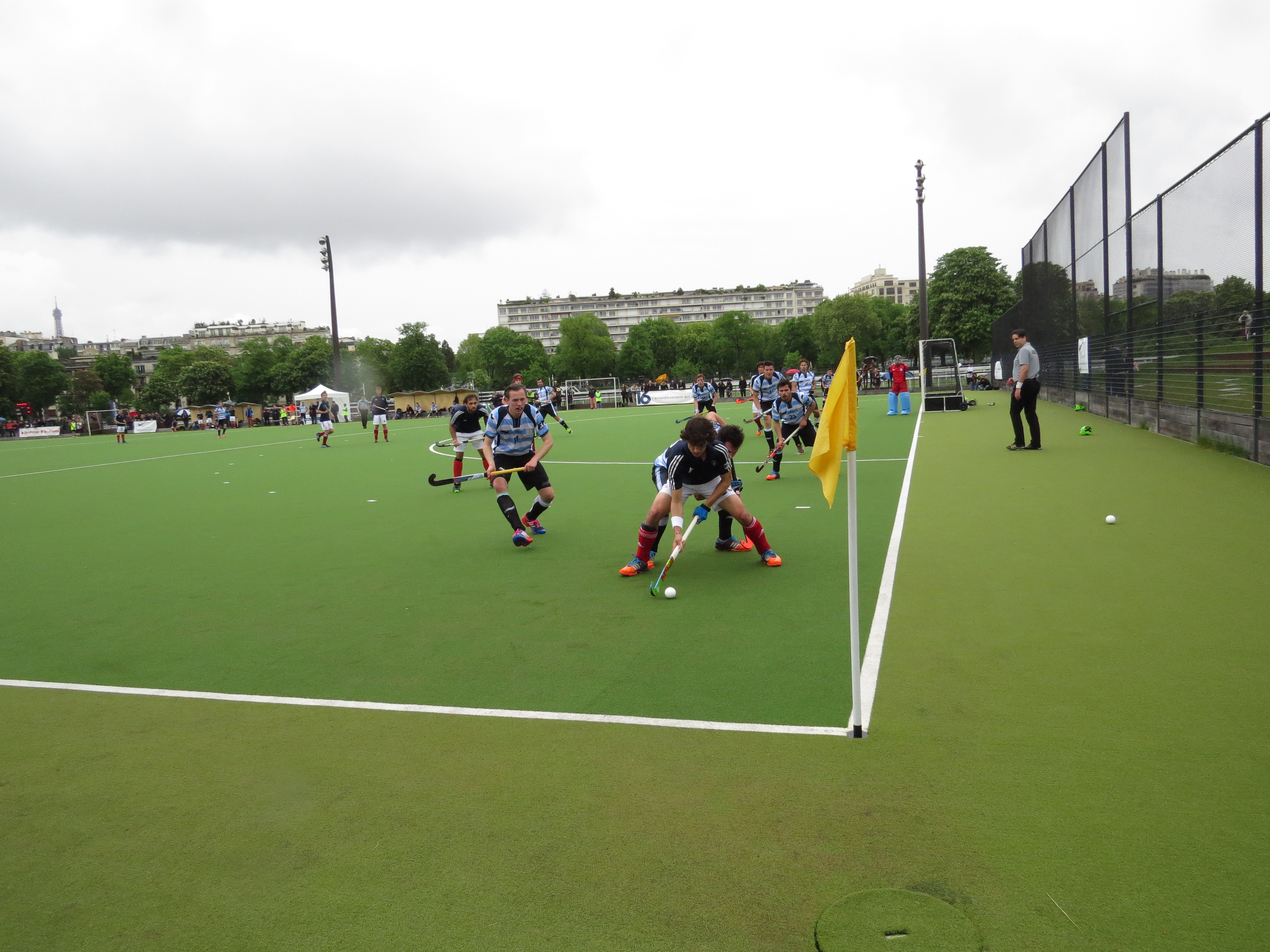
Le Racing et St Germain se retrouvent en finale.

|  | Demi-finales                          | Demi-finales                | Demi-finales               | Demi-finales               |                       |                       | Finale       | Finale       | Finale       | Finale       |
|  |                                       |                             |                            |                            |                       |                       |              |              |              |              |
|  | Versailles, 25 et 26 avril            | Versailles, 25 et 26 avril  | Versailles, 25 et 26 avril | Versailles, 25 et 26 avril |                       |                       | Paris, 2 mai | Paris, 2 mai | Paris, 2 mai | Paris, 2 mai |
|  | Racing club de France                 | Racing club de France       | 2                          | 8                          |                       |                       | Paris, 2 mai | Paris, 2 mai | Paris, 2 mai | Paris, 2 mai |
|  | Racing club de France                 | Racing club de France       | 2                          | 8                          |                       |                       | Paris, 2 mai | Paris, 2 mai | Paris, 2 mai | Paris, 2 mai |
|  | Le Touquet AC hockey                  | Le Touquet AC hockey        | 3                          | 0                          |                       |                       | Paris, 2 mai | Paris, 2 mai | Paris, 2 mai | Paris, 2 mai |
|  | Le Touquet AC hockey                  | Le Touquet AC hockey        | 3                          | 0                          | Racing club de France | Racing club de France | 3            | 3            |              |              |
|  | Saint-Germain-en-Laye, 25 et 26 avril |                             |                            |                            | Racing club de France | Racing club de France | 3            | 3            |              |              |
|  |                                       |                             | Saint-Germain-en-Laye      | Saint-Germain-en-Laye      | 1                     | 1                     |              |              |              |              |
|  | Saint-Germain-en-Laye                 | Saint-Germain-en-Laye       | Saint-Germain-en-Laye      | Saint-Germain-en-Laye      | 1                     | 1                     | 2            | 2            |              |              |
|  | Saint-Germain-en-Laye                 | Saint-Germain-en-Laye       |                            |                            |                       |                       |              | 2            |              |              |
|  | Lille Métropole Hockey Club           | Lille Métropole Hockey Club | 2                          | 1                          |                       |                       |              |              |              |              |
|  | Lille Métropole Hockey Club           | Lille Métropole Hockey Club | 2                          | 1                          |                       |                       |              |              |              |              |

### Les demi-finales
Les demi-finales opposent le tenant du titre le Saint-Germain-en-Laye Hockey Club au Lille Métropole Hockey Club et le Racing club de France au Touquet AC hockey. Les matchs aller et retour ont lieu sur les terrains du Saint-Germain-en-Laye Hockey Club et Racing club de France les 25 et 26 avril. Il s'agit de la première participation du Touquet AC hockey.
Le Saint-Germain-en-Laye Hockey Club s'est qualifié pour la finale grâce à un but de Kevin Mercurio en prolongations. Les résultats sont des scores de 2-2 le samedi dans le match aller et 1-1 le dimanche au match retour.
Dans la seconde demi-finale, Le Touquet AC hockey surprend le Racing lors du match aller avec une victoire 3-2 après avoir mené 3-0. Le lendemain, le Racing s'impose 8-0 grâce à des buts d'Olivier Sanchez (doublé), Simon Martin-Brisac (doublé), Jean-Laurent Kieffer (doublé), Maxime Cheron et James Kirkpatrick et se qualifie pour la finale.

### La finale
La finale est organisée sur le terrain du Paris Jean-Bouin sur les pelouses de l'hippodrome d'Auteuil à Paris. La finale est identique à celle de la saison dernière et oppose donc le Saint-Germain-en-Laye au Racing club de France. Il s'agit de la dixième finale en onze ans pour le Saint Germain Hockey Club.
Selon Bertrand Reynaud, DTN de la Fédération, le favori est le Racing car « c'est l'équipe la plus complète avec le plus grand nombre d'internationaux ».

#### Effectifs des deux finalistes
| Saint-Germain-en-Laye | Saint-Germain-en-Laye | Racing club de France | Racing club de France   |
| --------------------- | --------------------- | --------------------- | ----------------------- |
| Numéro                | Nom                   | Numéro                | Nom                     |
| 1                     | Julien Thamin         | 1                     | Corentin Saunier        |
| 3                     | Joris Harou           | 2                     | Clément Meyer           |
| 4                     | Guillaume Samson      | 3                     | Antoine Férec           |
| 6                     | Guillem Roig Iborra   | 4                     | Henri Pignerol          |
| 9                     | Pierre-Louis Verrier  | 6                     | Jean-Laurent Kieffer    |
| 10                    | Frédéric Verrier      | 8                     | Simon Martin-Brisac     |
| 11                    | Louis Goyet           | 9                     | Olivier Sanchez         |
| 12                    | Jean-Baptiste Pauchet | 10                    | Nicolas Martin-Brisac   |
| 16                    | William-Ike Jeammot   | 11                    | Jean David Koch         |
| 17                    | Mathias Brachet       | 12                    | Charles Vochel          |
| 18                    | Baptiste Rogeau       | 13                    | Jules Francotte         |
| 19                    | Grégoire Samson       | 14                    | Maxime Chéron           |
| 21                    | Olivier Rockall       | 15                    | David Bernstein         |
| 23                    | Clément Coty          | 17                    | Christophe Peters-Deutz |
| 24                    | Xavier Stumm          | 18                    | Gabriel Desmasures      |
| 25                    | Thomas Pauchet        | 19                    | François Scheefer       |
| 26                    | Blaise Rogeau         | 20                    | Célestin Duchesne       |
| 27                    | Kévin Mercuiro        | 23                    | Patrick Hablawetz       |
| 28                    | François Goyet        |                       |                         |
| 30                    | Martin Zylbermann     |                       |                         |

#### Feuille de match
| Entraîneur : |
| Gaël Foulard |

| Entraîneur :   |
| Pascal Poulenc |

| Entraîneur : |
| Gaël Foulard |

| Entraîneur :   |
| Pascal Poulenc |

#### Résumé
Le Racing remporte le titre 3-1 face au Saint Germain Hockey Club. La finale s'est jouée notamment sur les Penalty corner (en). Le SGHC n'a converti aucun de ces PC alors que le Racing a inscrit son premier but sur sa première tentative. Le Racing inscrit un deuxième but sur Penalty stroke (en) par Jean David Koch. Le score est de 2-0 à la mi-temps,. Juste après la mi-temps, Jean Baptiste Pauchet marque sur Penalty stroke. Saint germain pousse pour égaliser mais prend un troisième en fin de match.
Selon Bertrand Reynaud, DTN de la Fédération, le Racing l'a emporté car l'équipe a été plus opportuniste en attaque.
Il s'agit du 20e titre du Racing, le premier depuis 1996.

## Deuxième phase Élite
Les équipes quatrième et cinquième de chaque poule du Top 10 ainsi que les deux premières de chaque poule de la première phase de la Nationale 1 disputent un championnat en poule unique en matchs aller et retour sur douze journées. Les matchs de la première phase qui ont déjà été joués ne seront pas rejoués et les résultats restent acquis.
Les équipes classées première et deuxième participeront au championnat Élite en 2015-2016. La formule du championnat Élite évolue donc en 2015-2016 avec 8 équipes au lieu de 10. Le Paris Jean-Bouin et le FC Lyon terminent aux deux premières places et participeront au championnat Élite la saison suivante.
Les six autres équipes évolueront en Nationale 1 en 2015-2016.

### Tableau synthétique des résultats
| Résultats (▼dom., ►ext.)                                   | FCL | PJB | SF  | HCN | HCV | LAM | CHC | ASC |
| FC Lyon                                                    |     | 4-2 | 7-1 | 2-2 | 1-1 | 5-1 | 3-0 | 3-0 |
| Paris Jean-Bouin                                           | 5-4 |     | 3-2 | 3-4 | 4-2 | 4-1 | 8-4 | 4-2 |
| Stade français                                             | 2-3 | 1-1 |     | 2-1 | 3-1 | 2-0 | 4-2 | 3-2 |
| HC Nantes                                                  | 2-1 | 1-2 | 0-3 |     | 2-1 | 3-1 | 5-0 | 2-2 |
| Hockey Club Valenciennes                                   | 3-5 | 5-6 | 2-1 | 2-1 |     | 1-1 | 3-4 | 1-1 |
| Iris hockey Lambersart                                     | 1-8 | 1-3 | 2-1 | 2-4 | 1-3 |     | 4-2 | 3-1 |
| Cambrai Hockey Club                                        | 1-3 | 0-2 | 2-4 | 3-2 | 2-0 | 1-2 |     | 3-2 |
| Amiens Sports Club                                         | 3-6 | 1-3 | 0-3 | 1-1 | 3-4 | 2-2 | 2-2 |     |
| - Victoire à domicile - Match nul - Victoire à l'extérieur |     |     |     |     |     |     |     |     |

### Classement
| Rang | Équipe                   | Pts | J  | G  | N | P | Bp | Bc | Diff |
| ---- | ------------------------ | --- | -- | -- | - | - | -- | -- | ---- |
| 1    | Paris Jean-Bouin         | 34  | 14 | 11 | 1 | 2 | 50 | 32 | +18  |
| 2    | FC Lyon                  | 32  | 14 | 10 | 2 | 2 | 55 | 24 | +31  |
| 3    | Stade français           | 25  | 14 | 8  | 1 | 5 | 32 | 26 | +6   |
| 4    | HC Nantes                | 21  | 14 | 6  | 3 | 5 | 30 | 25 | +5   |
| 5    | Hockey Club Valenciennes | 15  | 14 | 4  | 3 | 7 | 29 | 35 | -6   |
| 6    | Iris hockey Lambersart   | 14  | 14 | 4  | 2 | 8 | 22 | 40 | -18  |
| 7    | Cambrai Hockey Club      | 13  | 14 | 4  | 1 | 9 | 26 | 44 | -18  |
| 8    | Amiens Sports Club       | 5   | 14 | 0  | 5 | 9 | 22 | 40 | -18  |

| Légende : Qualifications | Légende : Qualifications                        |
| ------------------------ | ----------------------------------------------- |
|                          | Participation au championnat Élite en 2015-2016 |

| Rang | Équipe                   | Pts | J  | G  | N | P | Bp | Bc | Diff |
| ---- | ------------------------ | --- | -- | -- | - | - | -- | -- | ---- |
| 1    | Paris Jean-Bouin         | 34  | 14 | 11 | 1 | 2 | 50 | 32 | +18  |
| 2    | FC Lyon                  | 32  | 14 | 10 | 2 | 2 | 55 | 24 | +31  |
| 3    | Stade français           | 25  | 14 | 8  | 1 | 5 | 32 | 26 | +6   |
| 4    | HC Nantes                | 21  | 14 | 6  | 3 | 5 | 30 | 25 | +5   |
| 5    | Hockey Club Valenciennes | 15  | 14 | 4  | 3 | 7 | 29 | 35 | -6   |
| 6    | Iris hockey Lambersart   | 14  | 14 | 4  | 2 | 8 | 22 | 40 | -18  |
| 7    | Cambrai Hockey Club      | 13  | 14 | 4  | 1 | 9 | 26 | 44 | -18  |
| 8    | Amiens Sports Club       | 5   | 14 | 0  | 5 | 9 | 22 | 40 | -18  |

| Légende : Qualifications | Légende : Qualifications                        |
| ------------------------ | ----------------------------------------------- |
|                          | Participation au championnat Élite en 2015-2016 |